# القمر الصناعي 6U
القمر الصناعي 6U؛ هو قمر صناعي سعودي صغير الحجم من نوع كيوبسات، أطلقته جامعة الملك عبد الله للعلوم والتقنية بالتعاون مع شركة تحليل بيانات الفضاء السحابية سباير غلوبال في 16 أبريل 2023، بهدف جمع بيانات عالية الجودة والدقة للنظم البيئية الأرضية والساحلية والمحيطية حول العالم؛ لمساعدة السعودية على مراقبة وتوصيف مواردها الطبيعية.
يضم القمر كاميرا متطورة تعمل بتقنية التصوير فوق الطيفي، ووحدة معالجة متقدمة، وجهاز استشعار بنظام الملاحة العالمي للأقمار الاصطناعية خاص بشركة «سباير».